# Doctor Arroyo
Doctor Arroyo é um município do estado de Nuevo León, no México.
Em 2005, o município possuía um total de 33.269 habitantes.